# 柴公園
柴公園（しばこうえん）は2019年1月10日よりテレビ神奈川を皮きりに、各UHF局で順次放送されているテレビドラマである。2019年6月14日に劇場映画版が公開。3人の柴犬の飼い主である中年男性とその柴犬をメインにしたユーモア満載の日常ドラマである。
番組キャッチコピーは『衝撃のまったり感!おっさん3人+柴犬3匹。公園ダベリエンターテインメント』

## 概説
どこにでもあるような街の公園で、柴犬を連れている中年男3人中心に物語が展開していくが、殆どのシチュエーションが公園中心であると同時に、ほぼダベリングと3人の男が飼っている柴犬をメインにしたコメディドラマで､3人の中でも特に中心となるのが､俳優生活20周年を迎えた渋川清彦が初主演となる。

## 制作
田口桂監督は、『機動警察パトレイバー2 the Movie』『GHOST IN THE SHELL / 攻殻機動隊』など国内外で高く評価される押井守監督のもとで修行を積んだ秘蔵っ子。「話の台本に初めて出会ったとき、押井監督と一緒にやってきた映画の要素が色々重なってることに勝手に運命を感じた。押井的要素を少し意識して作りました。」と話している。

## 登場人物

### 主な飼い主
- 渋川清彦 ：あたるパパ
- 大西信満：じっちゃんパパ
- ドロンズ石本：さちこパパ
- 桜井ユキ：ポチママ
- 佐藤二朗：芝二郎（一郎のパパ） - 幼獣マメシバシリーズからの出演。

### 飼い主以外
- 山下真司：校長先生（公園の近所の中学の校長）
- 水野勝（BOYS AND MEN）：謎のイケメン男

### ゲスト及びその他出演
- 赤座美代子：公園の婆さん
- 螢雪次朗：宝くじ売り場のおじさん
- ダイアナ・ガーネット：白人女性

## スタッフ
- 監督
  - 綾部真弥：1～4、8～10話
  - 田口桂：5～7話
- 企画・脚本：永森裕二
- プロデューサー：岩淵規
- 撮影：伊藤麻樹
- Bカメ：長谷川友美
- 照明：藤森玄一郎
- 録音：井家眞紀夫
- 装飾：うてなまさたか
- 小道具：古澤禅
- 衣裳：岡本佳子
- メイク：佐々木愛
- 監督補：田口桂
- 助監督：石田和彦
- 制作担当：田中清孝
- 協力：小河原修（ディープサイド）
- 編集：岩切裕一
- カラリスト：今塚　誠
- オンライン編集：浅野宏征
- VFXコンポジター：阿部由美子
- MAミキサー：越川浩道
- 音楽：ペイズリィ8
- 主題歌：岡部力也「カンタンアイテラス」
- 動物トレーナー：ZOO動物プロ
- ポスプロ：キュー・テック
- 美術協力：高津装飾美術、東宝映像美術
- 機材協力：ナックイメージテクノロジー、エヌケーエル、APEX
- ロケ協力：品川区フィルムコミッション、三郷市
- 協賛：ペティオ
- 協力：いぬのきもち、ここ柴、イオンペット
- 製作総指揮：吉田尚剛
- 制作プロダクション：メディアンド
- 製作 - 「柴公園」製作委員会（アミューズメントメディア総合学院、テレビ神奈川、TOKYO MX、とちぎテレビ、群馬テレビ、テレビ埼玉、千葉テレビ放送、KBS京都、サンテレビジョン、BS12 トゥエルビ、スターキャット、イオンエンターテイメント、ハピネット）

## 放送日程
| 各話   | サブタイトル |
| ------ | ------------ |
| 第一話 | じもぴー     |
| 第二話 | ふく         |
| 第三話 | なまえ       |
| 第四話 | すまほ       |
| 第五話 | えいご       |
| 第六話 | きおく       |
| 第七話 | みにら       |
| 第八話 | ちゅうしゃ   |
| 第九話 | くじ         |
| 最終話 | まいにち     |

## 劇場版
- 監督：綾部真弥
- 脚本：永森裕二
- 製作総指揮：吉田尚剛
- 企画：永森裕二
- プロデューサー：岩淵規
- 撮影：伊藤麻樹
- 照明：藤森玄一郎
- 録音：井家眞紀夫
- 装飾：うてなまさたか
- 衣装：岡本佳子
- ヘアメイク：佐々木愛
- 小道具：古澤禅
- 編集：岩切裕一
- 音楽：沢田ヒロユキ
- 主題歌：岡部力也
- 動物トレーナー：ZOO動物プロ
- カラリスト：今塚誠
- 助監督：石田和彦 田口桂
- 制作担当：田中清孝

## 放送局

### VOD配信
| 配信元 | 開始時期  | 備考           |
| ------ | --------- | -------------- |
| U-NEXT | 2020年5月 | 有料見放題配信 |

## コミカライズ
コミカライズが『月刊キスカ』（竹書房）にて2019年1月号より同年7月号まで連載された。作者はコノマエヨミ子。
- 原作：永森裕二・漫画：コノマエヨミ子『柴公園』竹書房〈バンブーコミックス〉、2019年6月14日発売[5][6]、ISBN 978-4-8019-6667-3